# كريستين آن غوثير
كريستين آن غوثير هي كاياكيرة كندية، ولدت في 16 فبراير 1981 في تورونتو في كندا.

## وصلات خارجية
- كريستين آن غوثير على موقع اللجنة الأولمبية الدولية (الإنجليزية)
- كريستين آن غوثير على موقع أوليمبيديا (الإنجليزية)
- كريستين آن غوثير على موقع اللجنة الأولمبية الكندية (الإنجليزية)